# 山陰合同銀行
株式會社山陰合同銀行（The San-in Godo Bank, Ltd.）是日本島根縣、鳥取縣的地方銀行，簡稱合銀（ごうぎん），也是島根縣、鳥取縣的指定金融機關。1991年時與為鳥取縣第二地方銀行的扶桑銀行（ふそう銀行）合併，而將版圖擴大到兵庫縣、岡山縣與廣島縣等地區。

## 企業現況（2006年3月31日）
- 商號　株式会社山陰合同銀行
- 資本金 約207億日圓
- 總資産　3兆6,009億日圓
- 預備金　3兆1,431億日圓
- 借出金　2兆1,432億日圓
- 從業員數 2,090人
- 東京證券交易所・大阪證券交易所市場第1部上場

（2004年3月31日資料）

## 沿革
- 1889年8月31日 松江銀行（本店・島根縣松江市）設立。以島根縣東部（出雲国）為基地。
- 1894年1月17日 米子銀行（本店・鳥取縣西伯郡米子町（現・米子市））設立。以鳥取縣中西部（伯耆国）為基地。
- 1914年安來銀行(本店・島根縣能義郡安來町(現・安來市))設立，其後被松江銀行收購。
- 1941年7月1日 松江銀行・米子銀行合併成山隂合同銀行（本店・島根縣松江市）。
- 1941年10月1日 石州銀行・矢上銀行合併。進入島根縣西部（石見国）。
- 1945年3月1日 與山陰貯蓄銀行合併。
- 1991年4月1日 與第二地方銀行扶桑銀行（舊「扶桑相互銀行」，本店：鳥取縣鳥取市，統一金融機關編碼0563）合併。強化鳥取縣東部（因幡国）的經營。進入兵庫縣・岡山縣・廣島縣。
- 1997年10月1日 改名山陰合同銀行。CI導入。
- 2003年5月6日 開始與陸奥銀行（みちのく銀行）、肥後銀行、日立製作所使用共同結算系統。
- 2005年6月27日 八鹿支店（兵庫縣養父市）與豊岡支店（兵庫縣豊岡市）合併。
- 2006年4月24日 久世（岡山縣真庭市）、林野（岡山縣美作市）的2支店統合至津山支店（岡山縣津山市）。與中国銀行(日本)合作。
- 2006年11月13日 開設兵庫縣尼崎市尼崎支店。

## 外部連結
- 山陰合同銀行 （页面存档备份，存于）